# Vlak
Vlak je v železniškem transportu definiran kot po predpisih sestavljena in speta skupina železniških potniških in/ali tovornih vagonov z enim ali več vlečnimi vozili.
Motornik (tudi motorni vlak), je v železniškem transportu samodejno gnana motorna železniška enota, vlečno tirno vozilo z lastnim pogonom ali pa železniško motorno vozilo za posebne namene.

Vlaki lahko prevažajo potnike in/ali tovor iz enega na drugo mesto vzdolž proge.

### Železniški tir
Železniški tir sestavljata običajno dve vzporedni železniški tirnici, lahko pa je železniška proga prilagojena zahtevam ozkotirne železnice, enotirne železnice, podzemne železnice, zobate železnice ali pa magleva, vsaka proga pa ima lahko tudi več tirov.

## Vrste vlakov

### Potniški transport
Potniški vlak vsebuje eno ali več lokomotiv ter enega ali več potniških vagonov. Vlak je lahko sestavljen samo iz potniških vagonov, pri tem pa so nekateri ali pa kar vsi gnani kot motorna enota.

### Tovorni transport
Tovorni vlaki so sestavljenih iz tovornih vagonov, čeprav so nekateri poštni vlaki (posebej v nekaterih državah potujoči poštni uradi) na zunaj bolj podobni potniškim vlakom.
Vlaki so lahko tudi mešani, to pomeni, da prevažajo tako tovor in potnike. Taki mešani vlaki postajajo čedalje redkejši v več državah. Slovenske železnice jih ne formirajo, četudi nekateri potniški vlaki prevažajo manjše količine tovora npr. kolesa, lahko tudi poštne pošiljke.

#### Kombinirani transport
Pri kombiniranem transportu se standardni ISO zabojniki s kontejnerskih ladij s posebnimi dvigali nalagajo direktno na standardizirane železniške vagone, kar močno skrajša čas prevoza.

## Sestava

### Podstavni voziček
Podstavni voziček je skupek jeklenega podvozja vlaka. Konstrukcija podpira kolesa in osi vlaka. Voziček je lahko podpora samo eni osi, a lahko je velik in podpira tudi štiri osi naenkrat. Navadno je podvozni voziček sestavljen z dveh osi, kar je najmanj stresno ob ovinkih in nagibih.

### Spoj
Vsak vagon in lokomotiva so med seboj povezani. Spoji so različni, a večinoma je spoj sestavljen z večjimi kovinskimi rešitvami, ki so ojačane z verigami. Oblikovali so se različni standardi spojev. Sestavljanje vlakov z različnimi spoji potrebujejo vagone, ki imajo set različnih spojev. Zelo pomembno je zagotoviti, da je spoj varen, da prenaša podatke o zaviranju med vagoni, da ohranja trdno povezavo ob zaviranju ali pospeševanju. Evropski standard spojev je težaven, saj se obnaša nenavadno ob večji obtežitvi ali nagibu, a je še razširjen tudi v Južni Ameriki in Indiji.

### Zavore
Ker so vlaki obtežena vozila, potrebujejo zelo močan zavorni sistem. Zgodnje zaviranje je zahtevalo sinhrono sodelovanje delavcev ob zaviranju. Kmalu so razvili sistem, ki izrablja zrak za hkratno zaviranju vseh kolesij. Najbolj moderni zavorni sistemi izrabljajo vakuum za zavore, elektropnevmatske zavore omogočajo delovanje.Vlak opozarja s sireno in lučmi.

### Kabina
Lokomotive so velikokrat opremljene s kabino, kjer lahko strojevodja/voznik nadzira operacije vožnje. Če je lokomotiva na zadnjem koncu vlaka, se lahko pripne na prednji del vlaka vagon s kabino. Tako se lahko upravlja pogon, četudi je na zadnjem delu vlaka.

## Operacije

### Urnik in odprema
Da bi preprečili trke in druge nezgode, se strojevodja, ki vodi vlak, vedno ravna po navodilih vlakovnega odpremnika. Praktično vedno so vlaki delovali v skladu z urnikom. Ti urniki so tako hkrati skrb za nadzor nad tovorom in tudi praksa, s katero so odpremniki lahko obveščali o napakah v prevoznem sistemu. Vzdrževanje vlaka se lahko opravi tudi, ko je vlak na progi, a najbolj zahtevna opravila se lahko opravijo le v posebnih prostorih. Tam se lokomotiva ali vagon izprazni, možni so tudi posegi v podvozje, opravijo se lahko tudi zamenjave na poškodovanih ali nevoznih vagonih. Vzdrževalec proge je lahko vozil svojo napravo in opravljal nadzor in popravke na tirnicah in drugi opremi.

### Osebje
Strojevodja je odgovoren za upravljanje vlaka. Konduktorji (ponekod) še prodajajo vozovnice, večinoma pa skrbijo tako za potnike kot tovor. Zaposleni na železnici se ukvarjajo predvsem s sestavljanjem vlakov, torej urejanje spojev in drugih kablov zavornih povezav in skrbijo za odpravo vlakov, za varnost ter tekoč potek železniškega prometa. Nekateri potniški (nadstandardni) vlaki imajo ponudbo prehrane, pijače in strežbo, tudi posebne spalne vagone in na njih nudijo tudi druge storitve.

## Železniški tir in tirna širina
Dve med seboj povezani tirnici (tračnici) sestavljata železniški tir. Razmik med dvema tirnicama (tirna širina) ni v vseh delih sveta enak, zato lahko vlaki lahko delujejo le na tirih, za katere so bili zgrajeni. Standardni tir ima razdaljo 3380 mm med tirnicama, vendar obstajajo tako ozkotirne proge (ožje), kot širokotirne proge, pa tudi industrijske proge in gozdne železnice, ki imajo drugačne lastnosti in zahteve.

## Varnost v železniškem prometu
Železniške nesreče se občasno zgodijo, vlak kdaj tudi iztiri. Iztirjenje vlaka povzroči veliko škodo, poškodbe na lokomotivi, vagonih, na železniški progi in infrastrukturi. Velike železniške nesreče so bile zlasti pogoste na začetku železniškega prometa, ko proge (in lokomotive) še niso imele izpopolnjene signalizacije in varnostnih sistemov).  Sledile se velike izboljšave, ki omogočajo hitro centralizirano obveščanje o nesrečah, izboljšave in rešitve ob blokadah zavornega sistema, pa tudi izboljšave pri obveščanju o nezgodah. Na splošno prevoz po železnici velja za enega najbolj varnih javnih prometnih sistemov. Družba si prizadeva urejati signalizacije in varnosti na prehodih čez železniško progo. Največjo težavo predstavlja velika zavorna razdalja železniških vozil (zaradi velike teže), kar mnogokrat onemogoča pravočasno zaustavitev.

## Posebna tirna vozila
Posebna tirna vozila delujejo na zanje zgrajenih in prilagojenih progah, npr. enotirna železnica, hitra železnica, maglev, tirna vzpenjača, podzemna železnica, jamska železnica, gozdna železnica, zobata železnica ali pa zračna železnica.
Posebna tirna vozila se uporabljajo tudi za vzdrževanje prog, med njimi so tudi drezine. Nepripeto tirno vozilo sicer ni vlak, vendar kot tako upošteva zaradi signalizacijskih in varnostnih razlogov.

## Vleka
Prvi vlaki so bili vlečeni z vrvjo, s konji ali pa gravitacijsko, od začetka 19. stoletja dalje pa v veliki večini s parnimi lokomotivami. Od 20-ih let 20. stoletja so parne lokomotive začele zamenjevati dizelske in električne lokomotive, ki so bile preprostejše za uporabo in obratovanje ter tudi čistejše, vendar dražje. Ob približno istem času so v potniški promet začele prihajati tako dizelske kot električne samodejno gnane motorne enote. Večina držav je odpravila parne lokomotive iz vsakodnevne rabe do 70. let 20. stoletja. Nekatere države, kjer je premog poceni in v izobilju (predvsem na Kitajskem), še uporabljajo parne lokomotive, vendar se tudi te postopoma umikajo. Muzejski parni vlaki pa so še vedno v uporabi v večini držav zaradi turizma.
Električna vleka omogoča nižjo ceno po prevoženem kilometru, vendar z visokimi začetnimi stroški, ki so upravičeni samo na progah z veliko prometa. Ker je strošek izgradnje elektrificirane proge visok, električna vleka ni primerna za zelo dolge proge. Električni vlaki dobivajo električni tok preko nadtirnih električnih kablov ali preko sistema tretje tirnice.

## Znane železniške proge
Prvo železniško progo na svetu, med pristaniškim mestom Liverpool in Manchestrom, po kateri je vozila parna lokomotiva, so pod vodstvom Georgea in Roberta Stephensona zgradili leta 1830 v Veliki Britaniji. Proga je bila dolga 50 km.

## Galerija
- Tovorni vlak na postaji Nova Gorica
- Elektomotorna potniška garnitura SŽ »Fiat Pendolino« v Zidanem Mostu
- Tovorni vlak na postaji Rimske Toplice
- Tovorni vlak na progi Divača- Koper, med Črnotičami in Hrastovljami